# Jeziorna (gmina)
Jeziorna (od 1973 Konstancin-Jeziorna) – dawna gmina wiejska istniejąca w latach 1867–1954 w Warszawskiem. Siedzibą władz gminy była Jeziorna (obecnie dzielnica Konstancina-Jeziorny).

## Historia
Gmina Jeziorna powstała 13 stycznia 1867 roku w związku z reformą gminną w Królestwie Polskim. Należała do powiatu warszawskiego w guberni warszawskiej.
W okresie międzywojennym gmina Jeziorna należała do powiatu warszawskiego w woj. warszawskim.
1 stycznia 1924 z części obszaru gminy Jeziorna (osada-uzdrowisko Konstancin wraz z Konstancinkiem) oraz z części obszaru gminy Nowo-Iwiczna (uzdrowisko Skolimów-Chylice) utworzono nową gminę Skolimów-Konstancin. 
Po wojnie gmina zachowała przynależność administracyjną.
15 maja 1951 części gromad Bielawa i Gawroniec w gminie Jeziorna przyłączono do Warszawy.
1 lipca 1952 do gminy Jeziorna przyłączono część obszaru zniesionej gminy Nowo-Iwiczna: gromady Chylice, Chyliczki (większą część), Józefosław i Julianów. 
1 lipca 1952 zniesiono powiat warszawski, a gminę Jeziorna przyłączono do nowo utworzonego powiatu piaseczyńskiego; składała się ona wówczas z 30 gromad:
- Bielawa, Borowina, Chylice, Chyliczki, Cieciszew, Ciszyca, Czernidła, Gassy, Gawroniec-Janówek, Habdzin, Jeziorna Fabryczna, Jeziorna Królewska, Julianów, Józefosław, Kępa Falenicka, Kępa Oborska, Kępa Okrzewska, Kierszek, Klarysew, Konstancinek, Łęczyca, Łęg, Obórki, Obory, Obory Cegielnia, Okrzeszyn, Opacz, Piaski, Skolimów[11] i Słomczyn.

29 września 1954 gminę Jeziorna zniesiono wraz z reformą wprowadzającą gromady w miejsce gmin:
Jednostki nie przywrócono 1 stycznia 1973 po reaktywowaniu gmin, utworzono natomiast jej terytorialny odpowiednik, gminę Konstancin-Jeziorna, obejmując również obszar dawnej (niewielkiej) gminy Skolimów-Konstancin.